# Matrice vide
En mathématiques, une matrice vide, est définie comme une matrice dont l'une des dimensions {\displaystyle m} ou {\displaystyle n} est nulle ; il s'agit donc de matrices de dimension {\displaystyle m\times 0}, {\displaystyle 0\times n} ou de manière triviale {\displaystyle 0\times 0}.
Une matrice pouvant être définie abstraitement par une famille finie d'éléments d'un ensemble {\displaystyle K} (souvent un anneau commutatif ou un corps) indexés par un produit cartésien {\displaystyle I\times J} où {\displaystyle I} et {\displaystyle J} sont des ensembles finis, une matrice vide correspond au cas où soit {\displaystyle I} soit {\displaystyle J} est l'ensemble vide.
Ces matrices sont utiles pour travailler avec l'espace nul {\displaystyle K^{0}} ({\displaystyle K} étant un corps commutatif quelconque, habituellement {\displaystyle \mathbb {R} } ou {\displaystyle \mathbb {C} }). Elles permettent donc d'appliquer les matrices à cet espace vectoriel trivial. D'un point de vue pratique, les matrices vides étendent la validité de théorèmes à des cas limites ; elles permettent par exemple d'utiliser des équations de dynamique à des situations statiques. En informatique, une matrice vide peut être le résultat d'une recherche infructueuse ou bien survenir au début ou à la fin d'un algorithme itératif ; l'extension des règles de l'algèbre aux cas limite des matrices vides permet donc d'éviter de traiter ces cas comme des exceptions.

## Une matrice vide en tant que représentant d'une application linéaire
L'espace nul {\displaystyle K^{0}} ne contient qu'un seul élément, le « vecteur vide » (le vecteur n'ayant aucune coordonnée). Un espace vectoriel ayant nécessairement un élément neutre, ce vecteur vide est le vecteur nul de {\displaystyle K^{0}} noté {\displaystyle 0_{K^{0}}} :
{\displaystyle K^{0}=\{0_{K^{0}}\}}
L'espace nul est de dimension 0. Soit un {\displaystyle K}-espace vectoriel {\displaystyle E} quelconque. Il n'existe qu'une seule application linéaire de {\displaystyle E} dans {\displaystyle K^{0}}, celle transformant tout vecteur de {\displaystyle E} en ce vecteur nul (c'est l'application nulle). L'ensemble des applications linéaires de {\displaystyle E} dans {\displaystyle K^{0}} est donc un singleton.
{\displaystyle L(E,K^{0})=\left\{f_{E,K^{0}}\right\}} avec
{\displaystyle {\begin{matrix}f_{E,K^{0}}:&E&\rightarrow &K^{0}\\&x&\mapsto &0_{K^{0}}\end{matrix}}}
Si l'on appelle {\displaystyle n} la dimension de {\displaystyle E}, alors il existe une unique matrice de dimension {\displaystyle n\times 0} qui représente cette application linéaire unique, c'est une matrice vide que l'on pourra noter {\displaystyle ()_{n,0}}.
De même, il n'existe qu'une seule application linéaire de {\displaystyle K^{0}} dans {\displaystyle E}, l'image de {\displaystyle K^{0}} par cette application étant le vecteur nul de E puisque l'unique élément de {\displaystyle K^{0}} est le vecteur nul (c'est donc également l'application nulle). L'ensemble des applications linéaires de {\displaystyle K^{0}} dans {\displaystyle E} est également un singleton.
{\displaystyle L(K^{0},E)=\left\{f_{K^{0},E}\right\}} avec
{\displaystyle {\begin{matrix}f_{K^{0},E}:&K^{0}&\rightarrow &E\\&x&\mapsto &0_{E}\end{matrix}}}
Il existe donc une unique matrice de dimension {\displaystyle 0\times n} représentant cette application linéaire, la matrice vide {\displaystyle ()_{0,n}}.
En tant que représentant d'une application nulle, une matrice vide est une matrice nulle :
{\displaystyle {\begin{aligned}()_{n,0}=0_{n,0}\\()_{0,n}=0_{0,n}\end{aligned}}}
La matrice vide de dimension {\displaystyle 0\times 0}, notée {\displaystyle ()_{0,0}}, représente en particulier l'identité {\displaystyle \mathrm {Id} _{0}} de l'espace nul. C'est donc une matrice inversible (régulière), donc carrée. Elle représente également l'application nulle, donc :
{\displaystyle ()_{0,0}=\mathrm {Id} _{0}=0_{0,0}}
Dans l'anneau nul des matrices de dimension {\displaystyle 0\times 0}, l'unique élément est neutre à la fois pour le produit et pour la somme.

## Propriétés des matrices vides
Dans ce qui suit, la notation « () » désigne une matrice vide quelconque.
- l'image de toute matrice vide est réduite au vecteur nul : {\displaystyle \operatorname {Im} ~()=\{0\}} ; le rang de toute matrice vide est donc nul : {\displaystyle \operatorname {rg} ~()=0} ;
- le noyau d'une matrice vide est l'espace tout entier : si {\displaystyle ()_{n,m}} est vide, {\displaystyle \operatorname {Ker} ~()_{m,n}=K^{m}} ;
- la norme de toute matrice vide est nulle : {\displaystyle \|()\|=0};
- la transposée d'une matrice vide est encore vide ;
- le produit dépend de la dimension de la matrice vide considérée : pour une matrice A de dimension {\displaystyle m\times n} et une matrice B de dimension {\displaystyle n\times p}, au moins un des entiers {\displaystyle m}, {\displaystyle n} et {\displaystyle p} étant nul ; {\displaystyle AB} est une matrice de dimension {\displaystyle m\times p} et donc :
  - si {\displaystyle m=0} , alors {\displaystyle AB} est une matrice de dimension {\displaystyle 0\times p} donc une matrice vide : {\displaystyle ()_{0,n}\times B=()_{0,p}},
  - si {\displaystyle p=0}, alors {\displaystyle AB} est une matrice de dimensions {\displaystyle m\times 0}, c'est également une matrice vide : {\displaystyle A\times ()_{n,0}=()_{m,0}},
  - mais si {\displaystyle n=0} et si {\displaystyle m\neq 0} et {\displaystyle p\neq 0}, alors la matrice {\displaystyle AB} est la matrice nulle de dimension {\displaystyle m\times p}
{\displaystyle ()_{m,0}\times ()_{0,p}=0_{m,p}} ; concrètement, la multiplication des matrices correspond à la composition d'applications linéaires, nous avons ici la composition de deux applications nulles, la résultante est logiquement l'application nulle de l'espace de départ {\displaystyle K^{p}} vers l'espace d'arrivée {\displaystyle K^{m}} ;

L'addition de matrices est une loi de composition interne, les matrices ont donc la même dimension. Ainsi, on ne peut écrire « {\displaystyle A+()} » ou bien « {\displaystyle ()+A} » que si {\displaystyle A} est elle-même une matrice vide identique, le résultat est donc également une matrice vide.
Pour la matrice vide de dimension {\displaystyle 0\times 0} :
- {\displaystyle ()_{0,0}=I_{0}} (matrice identité) donc :
  - la matrice est sa propre inverse : {\displaystyle ()_{0,0}^{-1}=()_{0,0}},
  - la matrice {\displaystyle ()_{0,0}} à valeurs réelles est orthogonale ;
- conditionnement :
  - certains retiennent la convention {\displaystyle \operatorname {cond} ~()_{0,0}=0} par calcul[2] (puisque la norme est nulle),
  - d'autres retiennent {\displaystyle \operatorname {cond} ~()_{0,0}=1} par application de la notion de conditionnement[6] (une précision parfaite correspondant à un score de 1 et la matrice vide est une identité, les matrices unités ayant toutes un conditionnement de 1) ;
- déterminant : {\displaystyle \operatorname {det} ~()_{0,0}=1} ; c'est une conséquence de la notion de produit vide dans la formule de Leibniz et c'est cohérent avec le fait que c'est une matrice identité ;
- son polynôme caractéristique est 1 d'après le point précédent ;
- ce polynôme n'a pas de racine donc la matrice n'a pas de valeur propre (et donc pas de vecteur propre) ;
- la matrice vide est nulle donc à la fois symétrique et antisymétrique, et de trace nulle.

## Dans les langages de programmation

### Matlab
Jusqu'à sa version 4, Matlab n'acceptait qu'une matrice vide notée []. À partir de sa version 5, il distingue les matrices vides {\displaystyle 0\times 0} (notée []), {\displaystyle 0\times 1} et {\displaystyle 1\times 0}. On peut obtenir une matrice vide {\displaystyle 0\times 1} par
```
>>
 
zeros
(
0
,
 
1
)

ans
 
=

   
Empty
 
matrix
:
 
0
-
by
-
1

>>
 
a
 
=
 
ones
(
3
,
 
2
)

a
 
=

     
1
     
1

     
1
     
1

     
1
     
1

>>
 
b
 
=
 
zeros
(
3
,
 
2
)

b
 
=

     
0
     
0

     
0
     
0

     
0
     
0

>>
 
c
 
=
 
find
(
a
<
b
)

c
 
=

   
Empty
 
matrix
:
 
0
-
by
-
1

```

Le logiciel vérifie la compatibilité des dimensions des matrices vides pour le produit et la somme. Si l'on ajoute un scalaire à la matrice vide — ce qui revient dans Matlab à ajouter le scalaire à tous les éléments de la matrice vide —, Matlab retourne la matrice vide.
```
>>
 
5
 
+
 
c

c
 
=

   
Empty
 
matrix
:
 
0
-
by
-
1

```

Concernant le produit, on a :
```
>>
 
c
*
c
'

ans
 
=

     
[]

>>
 
c
'*
c

ans
 
=

     
0

```

On a également sum(c) == 0 et prod(c) == 1 car ce sont les éléments neutres de la somme et du produit respectivement.
Seule la matrice vide {\displaystyle 0\times 0} est considérée comme carrée et inversible. On a alors det([]) == 1, inv([]) == [] et cond([]) == 0.
GNU Octave dispose également de ces trois matrices vide avec un comportement similaire.

### Scilab
Le logiciel Scilab ne définit qu'une seule matrice vide notée []. L'exemple précédent donne dans Scilab :
```
-->
 
zeros
(
0
,
 
1
)

 
ans
  
=

    
[]

-->
 
a
 
=
 
ones
(
3
,
 
2
)

 
a
  
=
 

   
1.
   
1.

   
1.
   
1.

   
1.
   
1.

-->
 
b
 
=
 
zeros
(
3
,
 
2
)

 
b
  
=
 

   
0.
   
0.

   
0.
   
0.

   
0.
   
0.

-->
 
c
 
=
 
find
(
a
<
b
)

 
c
  
=
 

    
[]

```

Le logiciel autorise le produit et la somme avec une matrice vide sans vérifier les dimensions. On a :
- [] + A == A + [] == A jusqu'à sa version 5.5.2[9] et
- [] + A == A + [] == [] à partir de sa version 6.0.0[10] ;
- A*[] == []*A == [] ;
- sum([]) == 0 et prod([]) == 1 ;
- det([]) == 0[11] ;
- inv([]) == [] ;
- cond([]) == 1[6].

### R
Le logiciel R permet de créer des matrices vides de toutes dimensions. Par exemple :
```
>
 
M
 
<-
 
matrix
(,
 
nrow
 
=
 
3
,
 
ncol
 
=
 
0
)
 
# matrice vide 3 × 0

>
 
print
(
M
)

    

[
1
,]

[
2
,]

[
3
,]

>
 
sum
(
M
)

[
1
]
 
0

>
 
prod
(
M
)

[
1
]
 
1

>
 
N
 
<-
 
aperm
(
M
,
 
c
(
2
,
 
1
))
 
# transposée, matrice vide 0 × 3

>
 
print
(
N
)

     
[,
1
]
 
[,
2
]
 
[,
3
]

>
 
N
 
%*%
 
M
 
# produit matriciel

<
0
 
x
 
0
 
matrix
>

>
 
M
 
%*%
 
N

     
[,
1
]
 
[,
2
]
 
[,
3
]

[
1
,]
    
0
    
0
    
0

[
2
,]
    
0
    
0
    
0

[
3
,]
    
0
    
0
    
0

>
 
O
 
<-
 
matrix
(,
 
nrow
 
=
 
0
,
 
ncol
 
=
 
0
)
 
# matrice vide 0 × 0

>
 
print
(
O
)

<
0
 
x
 
0
 
matrix
>

>
 
det
(
O
)
 
# déterminant

[
1
]
 
1

>
 
A
 
<-
 
matrix
(
1
:
6
,
 
nrow
=
2
)
 
# matrice 2 × 3

>
 
print
(
A
)

     
[,
1
]
 
[,
2
]
 
[,
3
]

[
1
,]
    
1
    
3
    
5

[
2
,]
    
2
    
4
    
6

>
 
A
 
%*%
 
M

    

[
1
,]

[
2
,]

```

### Maxima
Le logiciel Maxima ne permet de créer que des matrices colonne vides {\displaystyle ()_{n,0}} et la matrice carrée vide {\displaystyle ()_{0,0}} :
```
(%i1) A:matrix()
(%o1) matrix()

(%i2) length(A)
(%o2) 0

(%i3) B:matrix([], [], [])
      ┌ ┐
      │ │
(%o3) │ │
      │ │
      └ ┘

(%i2) length(B)
(%o2) 3

(%i5) transpose(B)
(%o5) matrix()

(%i6) C:matrix([])
(%o6) matrix([])

(%i7) length(C)
(%o7) 1

```

Notez que matrix() est la matrice {\displaystyle ()_{0,0}} ; Maxima n'est pas cohérent puisque charpoly(A, x), qui calcule le polynôme caractéristique d'une matrice, renvoie une erreur indiquant que A n'est pas carrée mais a pour dimension {\displaystyle 1\times 0}. L'expression matrix([]) donne la matrice {\displaystyle 1\times 1} qui contient le vecteur vide et qui, pour Maxima, est différente de matrix(). La transposée d'une matrice {\displaystyle ()_{n,0}} donne la matrice {\displaystyle ()_{0,0}}.

### Python
La bibliothèque numpy permet de créer une matrice vide (ci-dessous, la matrice se compose de zéro lignes et 5 colonnes) :
```
import numpy as np  
x = np.empty((0, 5))

```

La bibliothèque pytorch permet de créer un tenseur vide de zéro lignes et 5 colonnes :
```
import numpy as np  
import torch
x = np.empty((0, 5))
x = torch.empty(size=(0,5))
x = torch.zeros((0,5))

```